# Soddu Airport
Soddu Airport är en flygplats i Etiopien. Den ligger i den centrala delen av landet, 270 km söder om huvudstaden Addis Abeba. Soddu Airport ligger 1 855 meter över havet.
Terrängen runt Soddu Airport är platt åt sydväst, men åt nordost är den kuperad. Terrängen runt Soddu Airport sluttar söderut. Runt Soddu Airport är det ganska tätbefolkat, med 155 invånare per kvadratkilometer. Närmaste större samhälle är Sodo, 9,2 km norr om Soddu Airport. Omgivningarna runt Soddu Airport är en mosaik av jordbruksmark och naturlig växtlighet.